# مراد اونالمیش
مراد اونالمیش (به انگلیسی: Murat Ünalmış) متولد ۲۳ آوریل ۱۹۸۱ در قیصریه بازیگر اهل ترکیه است. او از طریق خواننده مشهور ماهسون قرمزی‌گل به دنیای سینما وارد شد. وی از ۱۳ سالگی رشته بسکتبال را به صورت حرفه‌ای دنبال کرد و از سال ۲۰۰۹ نیز شروع به یادگیری کلارنت از یوتیوب کرد. مراد اونالمیش در سال ۲۰۰۴ با بازی در فیلم «خورشید را دیدم» به بازیگری حرفه ای وارد شد. مراد اونالمیش در سال ۲۰۰۴ با بازی در فیلم «خورشید را دیدم» به بازیگری حرفه‌ای وارد شد.

## زندگی‌نامه
مراد دوران کودکی خود را در قیصریه گذراند. سپس مدرسه متوسطه را در استانبول طی نمود، در طول دوران دبیرستان، او برای تیم بسکتبال اس. کا بازی کرد. پس از فارغ‌التحصیلی از دانشگاه مرمره مدتی را در دانشگاه به تحقیق گذراند و سپس از سال ۲۰۰۳ میلادی در حال فعالیت هنری بوده و از سریال‌های معروفی که در آن بازی کرده‌است می‌توان به سریال شمیم عشق و سریال روزگارانی در چوکوروا اشاره کرد. او در سال ۲۰۱۱ با هم بازی اش در سریال شمیم عشق بیرجه آکالای ازدواج کرد و در سال ۲۰۱۲ به‌دلیل نداشتن تفاهم طلاق گرفنتد. قد مراد حدود ۱۹۵ سانتیمتر است و وزنش حدود ۹۲ کیلوگرم است.